# L'Envol des pionniers
L'Envol des pionniers è un museo aerospaziale francese che racconta la grande avventura di Aéropostale e contribuisce alla memoria dell'aeronautica a Tolosa. Si trova nel quartiere Montaudran ed è stato inaugurato il 22 dicembre 2018, quasi 100 anni dopo il volo inaugurale del primo volo civile per Barcellona.
In particolare, vi permetterà di scoprire l'equipaggiamento a disposizione di piloti come Jean Mermoz, Henri Guillaumet e Antoine de Saint-Exupéry nell'epopea delle linee l'Aéropostale e Latécoère.
Il museo si trova proprio di fronte al complesso scientifico di Rangueil, dove hanno sede l'ENAC (la più grande università aeronautica europea) e la SUPAERO (la scuola aeronautica più antica del mondo).

## Storia
Situato sulla pista dell'ex aeroporto di Toulouse-Montaudran, fa parte del progetto Toulouse Aerospace La Piste des Géants, che mira a mostrare i giorni di gloria dell'Aéropostale e della Halle de La Machine. Gli inizi furono difficili per il museo. che deve la sua esistenza solo alla perseveranza delle associazioni, la cui petizione ha avuto successo dopo vent'anni di lotta.